# Thư ký tối cao (Đế quốc Anh)

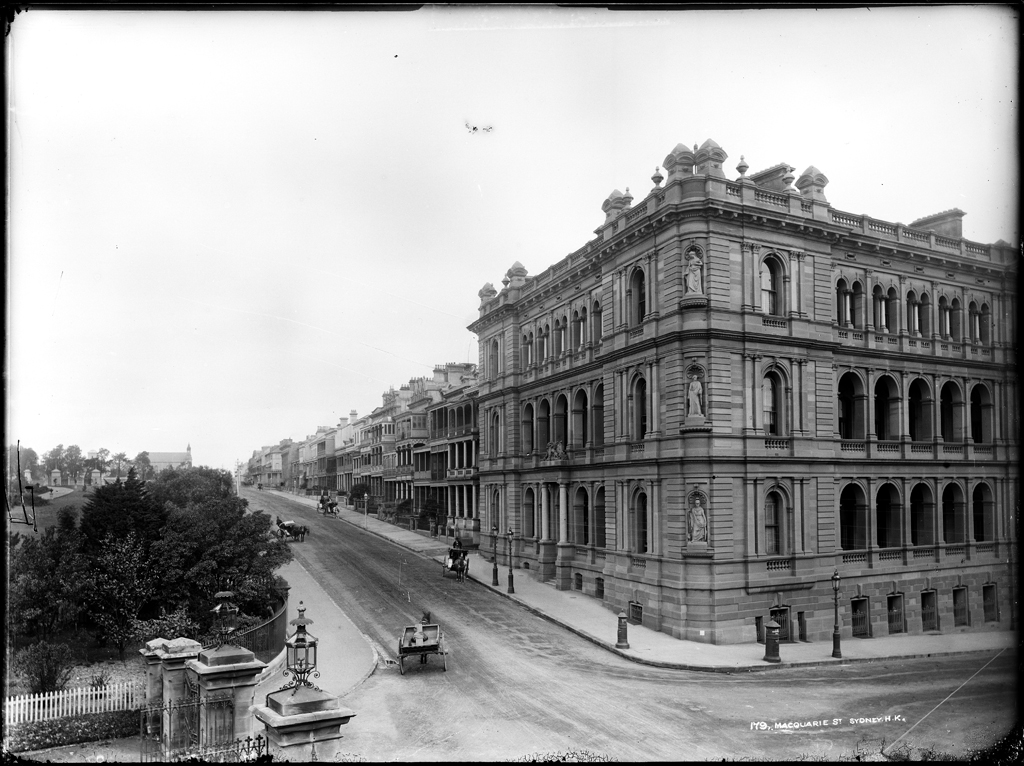
Uỷ ban Thư kí tối cao ở phố Macquarie, thủ phủ Sydney, bang New South Wales là nơi làm việc của Thư kí tối cao và trợ lí Thư kí tối cao của bang New South Wales qua nhiều lần đảm nhiệm.

Thư kí tối cao (chữ Anh: Chief Secretary, chữ Hán: 布政司, Hán - Việt: Bố chính ti) là một quan chức trọng yếu của không ít chính phủ bên trong quốc gia, vùng lãnh thổ thuộc Khối Thịnh vượng chung Anh và thuộc địa Đế quốc Anh, xếp đặt ở bậc hai liền sau chức vị Toàn quyền, thí dụ có Thư kí tối cao Hồng Kông, Thư kí tối cao Singapore, v.v Bố chính ti là tên phiên dịch chữ Hán của Thư kí tối cao của Thống đốc Hồng Kông ở thời kì Hồng Kông thuộc Anh, tên gọi đó đến từ tên chức quan Bố chính sứ (nghĩa là sứ giả thi hành chính trị) ở thời kì triều nhà Minh và triều nhà Thanh, là người đứng đầu của nhân viên công vụ Hồng Kông, dẫn dắt Chính phủ Hồng Kông chấp hành chỉ thị của Thống đốc Hồng Kông. Sau khi Hồng Kông trả về Trung Quốc, chức vị đó thay đổi tên gọi là Vụ trưởng Vụ Hành chính Đặc khu Hương Cảng.
Ngày 10 tháng 09 năm 2017, Tước sĩ David Robert Ford đảm nhiệm chức vị Thư kí tối cao Chính phủ Hồng Kông thuộc Anh trước khi Hồng Kông trở về Trung Quốc lìa đời ở Vương quốc Liên hợp Anh và Bắc Ireland, hưởng thọ 82 tuổi.

## Đại ý
Cố vấn chính sách tối cao của Thống đốc Hồng Kông, cũng là Thủ trưởng hành chính và người phát ngôn tối cao của Chính phủ Hồng Kông. Nói cách khác, Thư kí tối cao là tổng trưởng hành chính của Chính phủ Hồng Kông, quản lí chỉnh thể tất cả nhân viên công vụ. Trong hai cục hành chính và lập pháp ông ấy đều là nghị viên dựa chức tất nhiên. Thư kí tối cao, Thư kí tài chính công cộng, Thư kí toà án cùng chung là ba quan viên hành chính có quyền trực tiếp yết kiến Thống đốc Hồng Kông.
Từ năm 1902 tới nay, ngay khi Thống đốc Hồng Kông rời khỏi Hồng Kông, Thư kí tối cao ngay lập tức ra đảm nhiệm tạm coi sóc công việc Thống đốc Hồng Kông, thay thế chức vụ Thống đốc Hồng Kông. Thư kí tối cao lại còn kiêm nhiệm Chủ tịch Uỷ ban Tài vụ Cục Lập pháp. Trách nhiệm của Thư kí tối cao chủ yếu là chế định và chấp hành các điều khoản chính sách, khiến cho việc thật thi chính trị được hoà hợp. Ông ấy có sẵn sức ảnh hưởng trọng đại ở phương diện quyết định sách lược, văn kiện của các ban ngành của Chính phủ và các bậc Thủ trưởng thỉnh cầu lên Thống đốc Hồng Kông, tất cả đều phải trải qua Thư kí tối cao rồi mới đưa đến Thống đốc.
Thư kí tối cao lấy địa vị Thủ trưởng Uỷ ban Thư kí tối cao để phát biểu chỉ thị. Các ban ngành và các thứ bậc người phụ trách mà thuộc Uỷ ban Thư kí tối cao phần nhiều cần phải trực tiếp trình bày tình hình công việc lên Thư kí tối cao. Thư kí tài chính công cộng chức trách của nó là sáng chế bàn định chính sách kinh tế tài chính công cộng của Hồng Kông, quản lí toàn quyền trữ bị ngoại hối của Hồng Kông, trực tiếp phụ trách lên Thống đốc Hồng Kông, là một trong các cố vấn tối cao của Thống đốc Hồng Kông. Ông ấy phụ trách toàn diện công tác tài chính với sự hiệp trợ của bậc dưới như Phó Thư kí tài chính công cộng (tức Thư kí công khố), Thư kí kinh tế, Thư kí sự vụ tài chính và Thư kí công thương; giám sát công tác ngành tài chính công cộng, ngành sự vụ tài chính, ngành công thương và ngành kinh tế ở bên trong Chính phủ. Thư kí tài chính công cộng là nghị viên dựa chức tất nhiên của hai cục hành chính và lập pháp, thành viên Uỷ ban Tài vụ Cục Lập pháp, Chủ tịch Uỷ ban tiểu tổ công tác thuộc hạ của Uỷ ban Tài vụ.
Thư kí tài chính công cộng hằng năm phụ trách hồ sơ dự toán thu chi của Chính phủ đưa lên Cục Lập pháp, lấy địa vị nghị viên dựa chức của Cục Lập pháp, mà phát biểu biện giải hằng năm, trình bày tóm tắt đưa ra ý kiến hồ sơ dự toán của Chính phủ, đồng thời bắt đầu thương lượng thông qua hồ sơ dự thảo kế hoạch điều lệ chi tiền của Chính phủ, khiến cho việc kiến nghị các điều mục chi tiêu trong hồ sơ dự toán hằng năm sinh công hiệu về phương diện pháp luật. Ngoài ra, căn cứ vào quy định điều lệ có liên quan, Thư kí tài chính công cộng lại còn cần phải tự chính mình phụ trách chấp hành nhiều hạng mục chức vụ hành chính, ví như sửa đổi quy định một số phí thu và tiền thù lao nào đó, xem xét kiểm tra sổ sách ghi chép tiền của và vật chất có giá trị ra vào của một số quỹ tín thác và cơ quan do pháp luật quy định, v.v
Tháng 10 năm 1985, Chính phủ Hồng Kông sáng lập thêm chức vị Phó Thư kí tối cao, nhằm suy tính điều lệ vượt qua chức trách của hai ngành ở trên, đồng thời chuyên trách xử lí các sự tình có liên quan đến phát triển chế độ chính trị.
Vụ trưởng Vụ Pháp luật Đặc khu Hương Cảng ông Hoàng Nhân Long là một trong các nhân vật cốt lõi quản lí quyết sách của Cục Hành chính Chính phủ Hồng Kông, là cố vấn pháp luật tối cao của Thống đốc Hồng Kông. Ông ấy lại còn đảm nhiệm các chức vị như Chủ tịch Uỷ ban Cải cách pháp luật Hồng Kông, Uỷ viên Uỷ ban Bổ nhiệm nhân viên tư pháp, Uỷ viên Uỷ ban Thẩm tra hoạt động tra vấn báo tin tham nhũng thuộc Uỷ ban độc lập Chống tham nhũng, Uỷ viên Uỷ ban thường vụ về sự việc cảnh sát tố cáo nghị viên không dựa chức của hai cục hành chính và lập pháp, Chủ tịch Tiểu tổ chính sách sự vụ pháp luật thuộc Uỷ ban Thư kí tối cao.
Vào khoảng thời gian từ năm 1986 đến năm 1993, Tước sĩ David Robert Ford ra đảm nhiệm chức vị Thư kí tối cao nhiệm kì thứ năm của Chính phủ Hồng Kông thuộc Anh, khoảng thời gian đó từng phụ trách lo liệu công việc khởi công xây dựng sân bay mới Xích Lạp Giác. Ngày 10 tháng 09 năm 2017, Tước sĩ David Robert Ford lìa đời ở Vương quốc Liên hợp Anh và Bắc Ireland, hưởng thọ 82 tuổi.

## Thư kí tối cao hiện còn giữ lại
- Các bang, thuộc địa liên bang và tỉnh của nước Ấn Độ, nước Pakistan và nước Sri Lanka đều có chức vị Thư kí tối cao, đều là quan chức cấp cao nhất xếp sau Thủ hiến của các địa phương này.
- Thư kí tối cao Malaysia là quan lại cấp cao nhất dưới chế độ quan văn, đảm nhiệm chức vị Thư kí và Thứ trưởng của Văn phòng Thủ tướng của Nội các Malaysia.
- Thư kí tối cao Đảo Man là quan lại cấp cao nhất của chế độ quan văn ở nơi đó.